# Viliame Mata
Viliame Sevaka Mata (Nakelo, 21 ottobre 1991) è un rugbista a 15 figiano, che gioca principalmente nel ruolo di terza linea ala ma può giocare come seconda linea e terza linea centro nel Edimburgo in Pro14. Egli è anche un giocatore di rugby a 7, disciplina in cui rappresenta la nazionale figiana con la quale ha vinto la medaglia d'oro alle Olimpiadi di Rio de Janeiro del 2016.

## Biografia
Mata è nato nel villaggio di Nakelo nella Provincia di Tailevu. Iniziò a giocare a rugby a 13 e poi nel 2014 venne convocato nella nazionale figiana di rugby a 7 per il Sevens World Series 2013-14. Divenuto giocatore chiave della nazionale partecipò anche ai successivi Sevens World Series 2014-15, 2015-16 e nell'estate 2016 fu convocato per le Olimpiadi di Rio. L'esperienza olimpica si concluse con la prima medaglia d'oro nella storia delle Figi.
Nell'estate del 2016 firmò un contratto con Edimburgo. Nonostante il suo impiego in mischia chiusa si confermò un ottimo realizzatore marcando due mete all'esordio in Challenge Cup 2016-17 con Timişoara. Le prestazioni di alto profilo gli valsero il premio come miglior giocatore del Pro14 2018-19.
Nel 2017 fece il suo esordio anche con la nazionale di rugby a 15 subentrando dalla panchina nel test match con l'Australia. Nel 2019 fu convocato al Mondiale in Giappone giocando tre partite contro Australia, Georgia e Galles.

## Palmarès

### Rugby a 7
- Oro olimpico: 1
Figi: 2016